# Манназ

Манназ

Манназ (англ. Mannaz) — двадцята руна германського Старшого (першого) Футарка. Відповідає кириличній літері M і латиничній M. Назва руни означає «людина», «людство».

## Значення

Дві форми з «Молодшого футарка»

Пряме примордіальне значення: особистість, індивід або людська раса. Ставлення до інших і їхнє ставлення до Вас. Друзі і вороги, соціальний порядок. Факти (інтелект), передбачливість, творчість, навички, здібності. Божественна структура, інтелект, розуміння. Можливість отримати деякий вид допомоги або співпраці.
Протилежне до нього примордіальне значення: депресія, смертність, сліпота, самообман. Хитрість, маніпуляції, обрахунки, проколи. Відсутність необхідної допомоги.
У «Молодшому футарку» руна ᛗ замінена на руну ᛘ, maðr (так само «людина»), яка запозичила форму руни Альґіз (ᛉ).